# Juan Ossio Acuña
Juan Martín Ossio Acuña (Lima, 6 de enero de 1943) es doctor en  antropología, periodista, político peruano y catedrático universitario. Fue el Ministro de Cultura del Perú desde el 4 de septiembre de 2010 hasta el 28 de julio de 2011 siendo el primero en ocupar dicha cartera desde su creación.

## Biografía
Juan Ossio nació en Lima, en 1943 de una prominente familia tarapaqueña, es nieto de Ezequiel Ossio, héroe civil de la resistencia peruana a la ocupación chilena de Tarapacá. Realizó sus estudios secundarios en el Colegio Santa María Marianistas y los universitarios los realizó en la Universidad Nacional Mayor de San Marcos y en la Universidad de Oxford en Gran Bretaña. Imparte clases en la Escuela de Graduados y en la Facultad de Ciencias Sociales. Fue miembro de la cuestionada Comisión Uchuraccay. Se ha desempeñado como Profesor Visitante de la Universidad de Harvard.
Ha realizado investigaciones sobre la pobreza rural y urbana en el país. Ha sido asesor del presidente Alan García en distintos temas.

## Obras
"Ideología Mesiánica del Mundo Andino". "Parentesco, Reciprocidad y Jerarquía en los Andes", "Las Paradojas del Perú Oficial"
- En busca del orden perdido. La idea de la Historia en Felipe Guaman Poma de Ayala, Lima, diciembre de 2008, Fondo Editorial de la Pontificia Universidad Católica del Perú
- Programa de protección y defensa de los Pueblos Indígenas en Aislamiento de la Reserva Territorial Kugapakori, Nahua, Nanti y otros, Protocolo de Relacionamiento 2004.
- Los Descendientes del Imperio Incaico, en Herederos de los Incas, Villegas Editores, Bogotá 1995.
- El Tahuantinsuyo bíblico: Ezequiel Ataucusi Gamonal y el mesianismo en los israelitas del Nuevo Pacto Universal, Lima, 2014, Fondo Editorial de la Pontificia Universidad Católica del Perú.

## Controversia
El primer Decreto Supremo dictado por el Ministerio de Cultura dispuso la incorporación de la Escuela Nacional de Ballet, Escuela Nacional de Arte Dramático, Escuela Nacional de Folclore, Escuela Nacional de Bellas Artes y Conservatorio Nacional de Música. La medida implicaba dar un mayor desarrollo a estas instituciones. El Ministerio fue creado sobre la base de instituciones derivadas del Ministerio de Educación, Presidencia del Consejo de Ministros y Ministerio de Justicia.  
Asimismo, durante su mandato como ministro, se comenzó a pintar con pintura blanca el emblemático edificio del Museo de la Nación del Perú. Ante las numerosas críticas, toda vez que este edificio histórico es de estilo brutalista (materiales expuestos) y por lo tanto pintarlo sería un atentado contra ese legado, Ossio Acuña anunció que se cancelaba el pintado. Sin embargo, el edificio ya había sido dañado, puesto que verificaron que retirar las partes pintadas de blanco resultaba imposible, incluso con el uso de químicos, por lo que propuso pintar las mismas de color cemento.  
Por otro lado, Ossio estuvo ligado al funcionamiento de la desaparecida y cuestionada CONAPA, Comisión Nacional de Pueblos Andinos y Amazónicos, creada durante el gobierno de Alejandro Toledo. Durante este periodo, Ossio brindó consultoría al proyecto gasífero Camisea sugiriendo que se continúen los trabajos en el lote 88, aun cuando el Ministerio de Salud había advertido sucesivas epidemias de influencia entre los pueblos indígenas de la zona en situación de contacto reciente y por ende altamente vulnerables a enfermedades foráneas. Del mismo modo, en el informe técnico de Ossio incluso se insinúa la posibilidad de recortar la Reserva del Estado a favor de los grupos étnicos Kugapakori-Nahua con la finalidad de facilitar el trabajo de las operaciones gasíferas. Debido a esto, la AIDESEP solicitó su separación de la CONAPA y lo declaró persona no grata.